# Beinhaus (Daoulas)

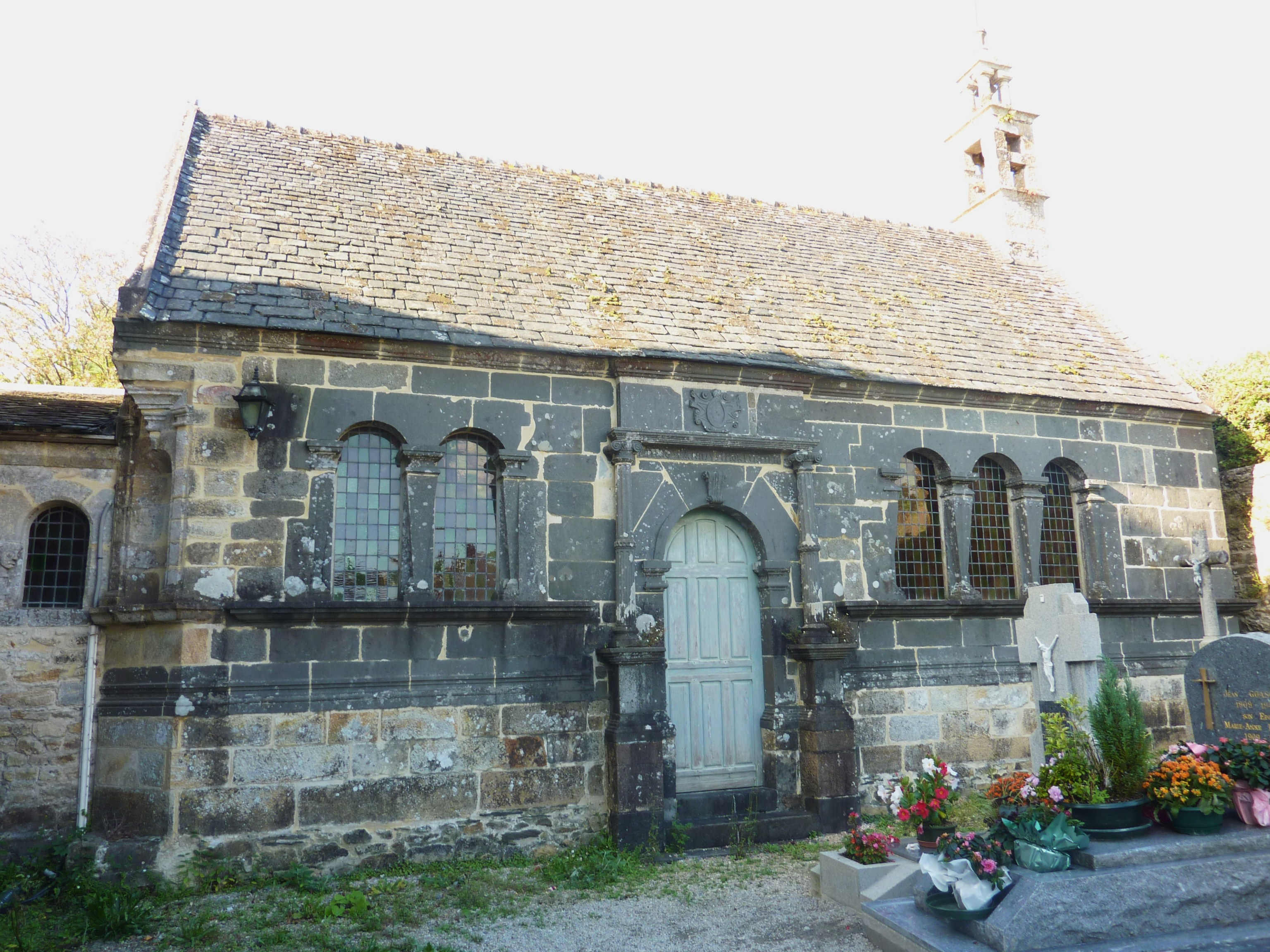
Beinhaus in Daoulas

Das Beinhaus in Daoulas, einer französischen Gemeinde im Département Finistère in der Region Bretagne, wurde 1454 errichtet und im 16. Jahrhundert verändert. Das Beinhaus aus heimischem Granit steht gegenüber der Kapelle Ste-Anne inmitten des Friedhofs.
Es besitzt ein schmuckvoll gerahmtes Portal und drei gekuppelte Rundbogenfenster rechts und zwei Fenster links des Eingangs.  Das Satteldach ist mit rechteckigen Steinplatten gedeckt. Auf der Giebelspitze wurde beim Wiederaufbau im 19. Jahrhundert ein Dachreiter aufgesetzt.